# ولاستا خراموستووا
ولاستا خراموستووا (چکی: Vlasta Chramostová؛ ۱۷ نوامبر ۱۹۲۶ – ۶ اکتبر ۲۰۱۹) بازیگر اهل جمهوری چک بود. از فیلم‌هایی که وی در آن نقش داشته‌است، می‌توان به جسدسوز و دام اشاره کرد.
او از امضاکنندگان منشور ۷۷ بود و در انقلاب مخملی چکسلواکی، که طی آن جمهوری سوسیالیستی چکسلواکی در نوامبر ۱۹۸۹ سرنگون شد، نقش فعالی داشت. در یکی از گردهمایی‌ها در تئاتر وینه‌رادی در پراگ، نقل قولی از او ثبت شده که خطاب به جمعیت گفت: «اگر حالا نه، پس کِی؟ اگر ما نه، پس چه‌کسی؟»